# Fernando Romeo Lucas García
Fernando Romeo Lucas García (San Juan Chamelco; 4 de julio de 1924 - Puerto La Cruz; 27 de mayo de 2006) fue un terrateniente, militar y político guatemalteco que se desempeñó como presidente de Guatemala desde el 1 de julio de 1978 al 23 de marzo de 1982, cuando fue depuesto por un golpe de Estado. 
Su familia poseía grandes extensiones de tierra en el área que desde la década de los 70's se conoce como la Franja Transversal del Norte. Se desempeñó como ministro de la Defensa y coordinador del proyecto de la Franja Transversal del Norte durante el Gobierno del general Kjell Eugenio Laugerud García y luego como presidente de Guatemala del 1 de julio de 1978 al 23 de marzo de 1982, cuando fue depuesto por un golpe de Estado liderado por oficiales jóvenes del ejército que colocaron al general Efraín Ríos Montt al frente de un triunvirato militar integrado también por los coroneles Horacio Maldonado Shaad y Francisco Gordillo. 
Recibió un país en que la izquierda se había fortalecido y la organización popular urbana y rural estaba en su apogeo, con miembros de los grupos marxistas Ejército Guerrillero de los Pobres (EGP) ―radical― y Partido Guatemalteco del Trabajo (PGT) ―moderado― incorporados en las directivas de los principales grupos sindicales y estudiantiles, e incluso, en las más altas posiciones de la Universidad de San Carlos de Guatemala. Su gestión, empañada por un fraude electoral, se vio enfrentada con fuertes protestas dirigidas por las organizaciones populares contra las concesiones a empresas internacionales ―especialmente para la explotación de petróleo y níquel en la Franja Transversal del Norte―, lo que lo obligó a tomar fuertes medidas represivas para desarticular la dirigencia de la oposición y retomar el control de país. La represión dirigida por su Gobierno fue de tal magnitud, que este estuvo enmarcado por graves denuncias internacionales de violaciones de derechos humanos, aunque contaba con el apoyo de la administración de los presidentes estadounidenses Jimmy Carter y Ronald Reagan, quienes veían con preocupación el avance de las revoluciones comunistas en El Salvador, Honduras y Nicaragua en esos años y por los intereses de sus connacionales en Guatemala.

## Biografía
Nació en San Juan Chamelco, Alta Verapaz; siendo hijo de Fernando Lucas Juárez y Concepción García de Lucas. su familia —entre la que se destaca su hermano, el también general Manuel Benedicto Lucas García— pertenecía la élite tradicional guatemalteca.
Se graduó de oficial en la Escuela Politécnica, en 1949 y en 1960, siendo ya capitán del Ejército de Guatemala heredó las fincas Saquixquib y Punta de Boloncó al nororiente de Sebol (Alta Verapaz), con una extensión de 15 caballerías cada una. En 1963 compró la finca «San Fernando» El Palmar de Sejux con una extensión de 8 caballerías, y finalmente compró la finca «Sepur», cercana a «San Fernando», con una extensión de dieciocho caballerías. Durante estos años fue diputado en el congreso de Guatemala y cabildeó para impulsar la inversión en esa zona del país.
En 1975 alcanzó la jefatura de Estado Mayor del Ejército de Guatemala, y luego llegó a general y fue nombrado ministro de la Defensa durante el Gobierno del general Kjell Eugenio Laugerud García; tras el terremoto de febrero de 1976 presidió un comité de emergencia.
Su situación en el ejército era privilegiada, ya que hasta pocos meses antes de la campaña electoral de 1977 dejó el ministerio de la Defensa; además de pertenecer al círculo militar más importante e influyente, su cargo como ministro le dio la oportunidad de colocar en las más altas jerarquías del Ejército a oficiales de su más absoluta confianza, haciendo a la institución armada más cohesiva.

## Franja Transversal del Norte antes de su Gobierno
Cuando dejó el ministerio para dedicarse a su campaña presidencial, también pasó a desempeñar el cargo de coordinador del megaproyecto de la Franja Transversal del Norte, cuyo objetivo principal era incorporar a la producción de Guatemala las tierras de esa vasta zona y la creación de una importante red vial para facilitar las explotaciones petroleras. El manejo de ese proyecto le permitió a Romeo Lucas-García un mayor conocimiento e interrelación con las compañías transnacionales, y un incremento de sus intereses económicos personales en la zona, ya que su familia poseía tierras en la zona de Franja y tenía relaciones económicas comerciales al menos con la compañía Shennadoah Oil.

### Cuchumaderas
En 1977 la municipalidad de San Mateo Ixtatán había firmado un contrato con la empresa Cuchumadera para el «saneamiento, reforestación, mantenimiento y explotación de los bosques, basados en la urgente necesidad de aprovechar y mantener los recursos naturales atacados por el gorgojo del pino». Al enterarse del trato entre la municipalidad y la empresa, los pobladores de la localidad obligaron a las autoridades a realizar un cabildo abierto y explicar las características del compromiso; cada uno de los miembros de la corporación municipal dio su información, evidenciándose contradicciones que condujeron a que en esa misma sesión renunciara el alcalde. Pese a las amenazas que recibieron algunos vecinos de San Mateo, estos organizaron un comité local para defender el bosque, iniciando una demanda legal contra la empresa. Como consecuencia, el proceso de extracción del bosque quedó detenido.
Cuchumaderas estaba estrechamente relacionada con los intereses de la cúpula militar que detentaba el poder político en la década de 1970, y que se extendía a todo lo largo del territorio definido de la FTN. La riqueza forestal de San Mateo Ixtatán le hacía blanco de los intereses económicos en la Franja Transversal del Norte. Ronald Hennessey, párroco de San Mateo Ixtatán durante la Guerra Civil de Guatemala arribó en octubre de 1980, en medio de la lucha del pueblo mateano contra la presencia de Cuchumaderas y sus negocios y acusó en sus escritos como socios de Cuchumaderas a Romeo Lucas-García, quien todavía era director de la FTN cuando Cuchumaderas se fundó, el general Otto Spiegler Noriega, quien era el jefe del Estado Mayor del Ejército y luego sería ministro de la Defensa de Romeo Lucas-García; Jorge Spiegler Noriega, gerente del Instituto Nacional Forestal (INAFOR), y el entonces coronel Rodolfo Lobos Zamora, comandante de la Zona Militar de Quiché. Sin embargo, investigaciones posteriores en el Registro Mercantil, mostraron que el propietario de la empresa era el ingeniero Fernando Valle Arizpe —quien falleció el 26 de octubre de 2010— conocido por haber sido esposo de la periodista Irma Flaquer hasta 1965. Valle Arizpe había desarrollado relaciones estrechas con altos funcionarios o allegados al Gobierno de Romeo Lucas-García, especialmente Donaldo Álvarez Ruiz, el ministro de Gobernación.

## Ascenso al poder
Por su alta jerarquía tanto en el ejército como en las élites guatemaltecas, así como por el hecho de que hablaba a la perfección el k'ekchí, una de las lenguas indígenas guatemaltecas, Romeo Lucas-García fue el candidato oficial ideal para las elecciones de 1978; y para mejorar todavía más la imagen del binomio oficial, se incluyó al doctor en derecho Francisco Villagrán Kramer como el candidato a la vicepresidencia. Villagrán Kramer era un hombre de reconocida trayectoria democrática, habiendo participado en la Revolución de 1944, y que estaba vinculado a los intereses de las empresas transnacionales y de las élites, pues era uno de los principales asesores de las gremiales agropecuarias, industriales y financieras de Guatemala. A pesar de la fachada democrática, el triunfo electoral no fue sencillo y el sistema tuvo que imponer a Romeo Lucas-García, provocando un mayor desprestigio en el sistema electoral, que ya se había resentido con el fraude que impuso al general Laugerud en las elecciones de 1974.
En 1976 surgió el grupo estudiantil FRENTE en la Universidad de San Carlos, que arrasó por completo con todos los puestos de elección estudiantiles; sus dirigentes eran en su mayoría miembros de la Juventud Patriótica del Trabajo (JPT), el ala juvenil del Partido Guatemalteco del Trabajo (PGT), el partido comunista guatemalteco que había funcionado en la clandestinidad desde 1954. A diferencia de otras organizaciones de tendencias marxista en Guatemala en ese tiempo, los dirigentes de FRENTE ―y de una fracción del PGT en ese momento― confiaban en el movimiento de masas para alcanzar el poder por la vía electoral.
FRENTE, usando su poder dentro de las asociaciones estudiantiles, inició una campaña política con vistas a las elecciones generales universitarias en 1978, aliado a los catedráticos de la izquierda agrupados en Vanguardia Universitaria. Ganaron la secretaría general de la AEU con Oliverio Castañeda de León y la rectoría de la universidad con el licenciado Saúl Osorio Paz; además de que sindicalistas relacionados al PGT y FRENTE tomaron la dirigencia del Sindicato de Trabajadores de la Universidad (STUSC). Osorio Paz dio espacio y apoyo al movimiento estudiantil y en lugar de existir conflictos entre la administración y los estudiantes, las diferentes representaciones se aliaron para construir una universidad de mayor proyección social. En 1978 la Universidad de San Carlos se convirtió en uno de los sectores de más peso político en Guatemala; ese año el movimiento estudiantil, el profesorado y el Consejo Superior Universitario se unieron en contra del Gobierno y en favor de una apertura de espacios para los sectores más necesitados del país. Con el fin de ampliar su extensión universitaria, la Asociación de Estudiantes Universitarios (AEU) rehabilitó la «Casa del Estudiante» en el centro de la Ciudad de Guatemala; allí recibieron y apoyaron a familiares de los desaparecidos y a los pobladores ya concientizados políticamente. También organizaron grupos de trabajadores del comercio informal. Esto atrajo la atención del Gobierno, que al percatarse de las actividades sociales de los estudiantes, empezó a vigilar la Casa.
Al iniciar su período, Saúl Osorio fundó el semanario Siete Días en la USAC que informaba sobre las actividades de la Universidad y denunciaba constantemente la violación a los derechos humanos, en especial la represión contra el movimiento popular, además de hacer públicos los movimientos revolucionarios en Nicaragua y El Salvador. Por unos meses, la universidad estatal fue una universidad unida y progresista, preparándose para confrontar al Estado y el Consejo Superior Universitario se convirtió en un importante defensor de las luchas del pueblo.
Ahora bien, FRENTE tenía que enfrentarse con la izquierda radical, representada en ese entonces por el Frente Estudiantil Revolucionario "Robin García" (FERG), que surgió durante la marcha del 1 de mayo de 1978. El FERG coordinó a varios grupos estudiantiles en las diferentes facultades de la Universidad de San Carlos y en los institutos públicos de educación media del Estado. Esta coordinación entre grupos legales provenía del Ejército Guerrillero de los Pobres (EGP), grupo guerrillero que había aparecido a la luz pública en 1972 y que tenía su centro de operaciones en la región petrolera del norte del departamento de Quiché ―es decir, el Triángulo Ixil de Ixcán, Nebaj y Chajul en la Franja Transversal del Norte―. Aunque no fue propiamente un grupo armado, el FERG buscaba la confrontación con el Estado; dio preeminencia a las medidas de hecho que podían llegar a la violencia de masas y a la actividad paramilitar. A sus miembros no les interesaba trabajar dentro de un marco institucional y nunca pidieron permiso para sus manifestaciones o acciones.
El 5 de marzo de 1978, Romeo Lucas-García fue elegido presidente de la República; poco después, el 29 de mayo de 1978 ―en las postrimerías del Gobierno del general Laugerud García― en la plaza central de Panzós (Alta Verapaz), elementos de la Zona Militar en Zacapa atacaron una manifestación pacífica, matando a una gran cantidad de personas. Los fallecidos, campesinos indígenas que habían sido citados en el lugar, estaban luchando por la legalización de las tierras baldías que habían ocupado desde años atrás. Su lucha los enfrentó directamente con los inversionistas que querían explotar la riqueza mineral del área, en particular las reservas de petróleo ―explorada por Basic Resources y Shenandoah Oil― y de níquel ―explotado por EXMIBAL―.
La masacre de Panzós causó una gran conmoción en la universidad por el alto número de víctimas y por haber surgido de conflictos sobre la explotación de recursos naturales por empresas extranjeras. En 1978 por ejemplo, Osorio Paz y otros universitarios recibieron amenazas por su abierta oposición a la construcción de un oleoducto interoceánico que cruzaría el país para facilitar la explotación petrolera. El 8 de junio la AEU organizó una protesta masiva en el centro de la Ciudad de Guatemala en la que los oradores denunciaron la Masacre de Panzós y expresaron su repudio hacia el régimen de Laugerud García en términos más contundentes que en otras ocasiones.

## Gobierno (1978-1982)

### Gabinete
| Despacho                           | Nombre                          |
| Vicepresidente                     | Francisco Villagrán             |
| Jefe de la Administración Pública  | coronel Héctor Montalván Batres |
| Jefe del Estado Mayor Presidencial | coronel Héctor Montalván Batres |
| Finanzas                           | Marco Tulio Búcaro              |
| Gobernación                        | Donaldo Álvarez Ruiz            |
| Defensa                            | Ángel Aníbal Guevara            |
| Salud                              | Roquelino Recinos Méndez        |
| Economía                           | Valentín Solórzano Fernández    |
| Jefe de la Policía                 | Coronel Germán Chupina Barahona |

### Matrimonio
Durante su Gobierno, Romeo Lucas-García siempre se presentó soltero; sin embargo, el 12 de octubre de 1978 contrajo matrimonio en secreto en la casa presidencial con la venezolana Elsa Asunción Cirigliano, a quien conoció en 1956. Decidieron mantener su matrimonio en secreto porque la Guerra Civil estaba en su punto más álgido.

### Protestas iniciales e inicio de la represión
En julio, Romeo Lucas-García asumió la Presidencia y luego liberó los precios de la canasta básica, lo que de inmediato le ganó el rechazo popular. Luego, un aumento a la tarifa del transporte urbano y la huelga de los pilotos del servicio urbano colmó la paciencia de los ciudadanos y el rechazo al Presidente llegó al máximo. Los conductores decidieron llevar sus unidades a la Universidad de San Carlos, que por su autonomía, era el único lugar fuera de la jurisdicción del Estado en el que podían estar. Osorio Paz, pese a ser del grupo moderado de izquierda del Partido Guatemalteco del Trabajo, decidió recibir a los huelguistas y de esa forma empezaron tres meses de interrupciones en el servicio urbano, quedando la Universidad identificada con la oposición al Gobierno. El 4 de agosto se realizó la primera gran manifestación durante el período de Romeo Lucas-García. Universitarios y estudiantes de nivel medio acompañaron a los demás sectores del movimiento popular en la conmemoración del primer aniversario de las muertes de Robin García y Aníbal Caballeros. El ministro de Gobernación, Donaldo Álvarez Ruiz, declaró que si no existía permiso gubernamental, cualquier manifestación sería reprimida; de esa cuenta, al inicio de la marcha, el equipo antimotines de la Policía Nacional rodeó a los manifestantes y les lanzó bombas lacrimógenas, por lo que los estudiantes se vieron forzados a refugiarse en el Paraninfo Universitario. De los más de doscientos manifestantes que recibieron el auxilio de la Cruz Roja, treinta y uno tuvieron que ser hospitalizados, la mayoría jóvenes de entre 14 y 17 años de edad. La Masacre de Panzós y la represión de las protestas urbanas llevó a los dirigentes universitarios de FRENTE a asumir una actitud más beligerante, con el apoyo urbano al FERG y otros grupos aliados al Ejército Guerrillero de los Pobres.
A pesar de la gran movilización popular, a finales de septiembre de 1978 el Consejo Municipal de la ciudad de Guatemala aprobó una alza en la tarifa del transporte urbano de cinco a diez centavos, para "motivar" a las empresas a aumentar el salario de sus empleados y así solucionar el conflicto laboral. El viernes 29 de septiembre, día que la nueva tarifa entró en vigencia, jóvenes de diversos barrios populares reanudaron su protesta al construir barricadas en las principales calles en sitios importantes en las jornadas de marzo de 1962. El fin de semana siguiente, se declaró una huelga general y los empleados estatales paralizaron sus labores y ocuparon sus lugares de trabajo, mientras que los institutos de nivel medio y sus alrededores fueron controlados por estudiantes que se enfrentaron a la policía. El descontento popular era tan grande que la manifestación pronto cobró tal fuerza que a los dirigentes les era difícil controlarla.
Oliverio Castañeda, en su doble calidad de dirigente de la AEU e integrante del Comité de Emergencia de los Trabajadores del Estado (CETE), desempeñó un papel activo en la organización de esta huelga general. Las protestas finalizaron hasta que se alcanzó el objetivo más importante: el viernes 6 de octubre el Consejo Municipal restauró la tarifa de cinco centavos; los manifestantes habían logrado vencer al Gobierno militar a través de la movilización popular, aunque a costa de cerca de cuarenta a cien muertes.(Cuevas del Cid 1980). La movilización de octubre enunció una posición revolucionaria, inspirada por una insurrección similar en Nicaragua.
El Gobierno de Romeo Lucas-García estaba en crisis; en Nicaragua el movimiento urbano estaba uniéndose con el Frente Sandinista de Liberación Nacional. El Gobierno podía ver la inminente posibilidad que los rebeldes guatemaltecos también aprovecharan la movilización popular en la ciudad. Entonces decidió utilizar el terror estatal para fin la articulación de los rebeldes; a partir de octubre de 1978 el Estado y la extrema derecha señalaron a los líderes estudiantiles e intelectuales de la Universidad de San Carlos como los posibles líderes políticos de la oposición.
Entonces empezaron los ataques de los escuadrones de la muerte:
- Pocos días después del fin de las protestas, el profesor universitario y dirigente de la Democracia Cristiana René de León Schlotter sufrió un atentado a tiros en el que resultó muerto su chofer.
- El martes 17 de octubre, Santiago López Aguilar, director de la Escuela de Orientación Sindical, sobrevivió un atentado.
- El miércoles 18 de octubre, el Ejército Secreto Anticomunista (ESA), un grupo terrorista, publicó una lista negra en la cual amenazó de muerte a treinta y ocho personajes clave del movimiento popular. Entre ellos estaban varios universitarios, incluyendo al rector de la Universidad de San Carlos Saúl Osorio Paz, varios decanos de la universidad y el secretario general de la AEU, Oliverio Castañeda de León.[19]

En el contexto descrito, el presidente Romeo Lucas-García declaró a los medios de comunicación que la Universidad era un foco de subversión, lo cual significaba que tanto estudiantes como profesionales eran partícipes de las actividades armadas en el país.

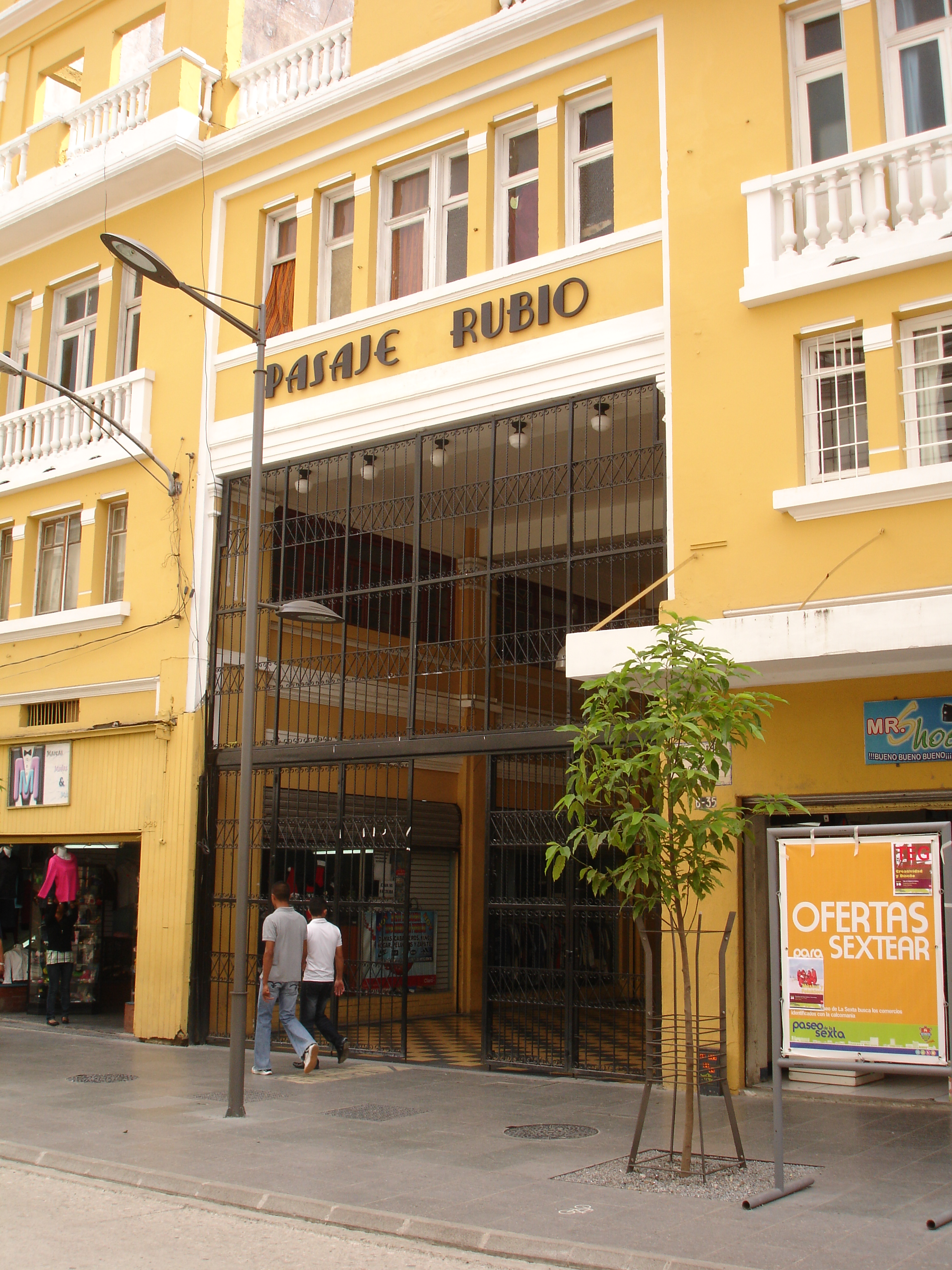
Entrada al Pasaje Rubio sobre la 6a. avenida de la zona 1. En este lugar fue asesinado Castañeda de León el 20 de octubre de 1978.

El viernes 20 de octubre de 1978, la marcha conmemorativa de la Revolución de octubre de 1944 concluyó sin incidentes en el Portal del Comercio de la Ciudad de Guatemala, localizado frente al Palacio Nacional. A pesar de las amenazas en su contra, Castañeda de León se presentó en el Parque Centenario para dar el discurso de la AEU en ocasión del aniversario de la Revolución y señaló al ministro de Gobernación, Donaldo Álvarez Ruiz, como responsable de la oleada de terror. La famosa frase final de su discurso ― «Ellos pueden matar a nuestros dirigentes, pero mientras haya pueblo, habrá revolución»― fueron trágicamente visionarias.
Castañeda de León fue asesinado poco después. Los perpetradores huyeron de la escena del crimen sin la intervención de los policías que estaban en los alrededores y Castañeda murió poco después debido a sus heridas. Esta operación, al mediodía y en pleno centro de la ciudad, demostró la impunidad de los asesinos y el abierto desafío lanzado contra el movimiento popular.
Quince días después del asesinato de Oliverio Castañeda, fue desaparecido su sucesor, Antonio Ciani García. Por su participación en las movilizaciones de 1978, la AEU se había convertido en el primer blanco de una campaña de terror estatal diseñada para desarticular al movimiento popular.
En los siguientes 18 meses recibieron amenazas casi todos los dirigentes estudiantiles y profesores universitarios con vinculaciones políticas (incluso con los partidos legales). A veces la amenaza fue de forma muy sutil e indirecta, transmitida por un conocido, mientras que otras personas fueron abiertamente presionados para salir del país. Esta se convirtió en la forma más simple y eficiente de desarticular el movimiento. Para quienes no hicieron caso y continuaron con sus actividades de protesta, el terrorismo del Estado les destinó a los escuadrones de la muerte.
Al iniciarse el año 1979, los escuadrones de la muerte aumentaron su campaña contra la intelectualidad del país, atacando a prestigiosos miembros de la Universidad, de la prensa, abogados, médicos, y dirigentes políticos de la oposición. El 25 de enero de 1979 fue asesinado Alberto Fuentes Mohr, doctor en Ciencias Económicas, diputado del Congreso, dirigente del Partido Socialista Democrático (PSD) y exministro de Finanzas y Relaciones Exteriores del Gobierno del licenciado Julio César Méndez Montenegro. Ese mismo día, a pocas horas, fue acribillado el dirigente estudiantil y sindical Ricardo Martínez Solórzano. El 14 de febrero fue asesinado Manuel Lisandro Andrade Roca, secretario general de la Universidad en el período de Saúl Osorio Paz.
El 22 de marzo fue muerto el exalcalde de la capital Manuel Colom Argueta, en un operativo en que sus asesinos emplearon un helicóptero para "cazarlo". Colom había sido director del Centro de Estudios Urbanos y Regionales (CEUR) de la Universidad de San Carlos de Guatemala y dirigente político del Frente Unido de la Revolución (FUR). Junto a Fuentes Mohr fueron los más destacados miembros de la oposición política legal. Sus muertes cerraron, todavía más, el espacio político guatemalteco. Estos asesinatos y amenazas en contra de dirigentes del FUR y el PSD continuaron en 1979 y 1980, y en años posteriores en contra de la Democracia Cristiana Guatemalteca.
Hasta 1979 el Comité Central del clandestino Partido Guatemalteco del Trabajo (PGT) había considerado que el FUR podría convertirse en el instrumento para participar legalmente en el proceso electoral y buscar el poder de esa forma. Pero tras los asesinatos de los líderes de ese partido, el PGT y demás organizaciones clandestinas intensificaron sus esfuerzos para tomar el Estado por medio de las armas. En la Universidad, el rector Saúl Osorio Paz, después de los ataques a sus colegas y amenazas contra su persona, empezó a vivir en la rectoría, protegido por brigadas estudiantiles del partido FRENTE. En un caso sin precedentes, el rector dirigió la Universidad desde la clandestinidad por casi dos años, al extremo de ser obligado a salir del país en julio de 1980. A pesar de todo, la administración universitaria siguió en su militancia. Casi todo el contenido de su órgano oficial, Siete Días en la USAC, fue una constante crítica al Gobierno. El Gobierno temía ya la unidad y beligerancia de la organización popular y, como estaba bien enterado de la presencia de cuadros guerrilleros en los sindicatos, en los barrios populares y en diversas facultades de la Universidad de San Carlos, se valió de esto para justificar el terror, no solo contra los insurgentes, sino en contra del movimiento legal.

### Economía
El Gobierno de Romeo Lucas-García impulsó proyectos faraónicos de infraestructura y desarrollo y continuó la estrategia militar de modernizar la economía, tuvo menos éxito en relación con los cambios económicos que los dos Gobiernos anteriores. El presupuesto del Estado pasó de 355.6 millones de dólares en 1974 a 942.6 en 1978, aumentó la burocracia y se crearon nuevas entidades estatales en contra de la voluntad del CACIF —Comité de asociaciones agrícolas, comerciales, industriales y financieras; principal ente gremial de las élites guatemaltecas—. La inestabilidad política tanto en el país como en el resto de Centroamérica, con guerras civiles den El Salvador y Nicaragua, ahuyentó las inversiones nacionales y motivó la fuga de capitales que se estima alcanzó entre 800 millones a 1.5 millones de dólares durante los primeros años de la década de los ochenta.
Se continuó con la construcción de la hidroeléctrica de Chixoy, la carretera de la Franja Transversal del Norte y del puerto Quetzal. Además, se llevaron a cabo obras públicas en muchas zonas del país, sin contar con el financiamiento adecuado, lo que provocó no solo falta de recursos en el Ministerio de Finanzas, sino que provocó la escasez de dólares en el Banco de Guatemala, el que el 23 de abril de 1980 estableció el control de cambios y la restricción en la entrega de dólares para las importaciones de mercaderías.

#### Inicio de la década perdida
La década de 1980 es conocida como la «década perdida». El primer quinquenio fue caótico para Guatemala y Centroamérica: se redujo el crecimiento económico y hubo desorden cambiario, provocado por el exagerado déficit fiscal financiado por el Banco de Guatemala. La guerra interna de Nicaragua redujo considerablemente el comercio terrestre, iniciándose el comercio por cabotaje por los dos océanos. A principios de 1980 se produjo una fuerte fuga de capitales y el Banco de Guatemala financió a los bancos, y masivamente al Ministerio de Finanzas, en un intento de compensar el impacto que transmitió al proceso productivo el debilitamiento de la actividad privada.
El Banco de Guatemala fue autorizado para utilizar el Derecho Especial de Giro (DEG) considerándose una nueva moneda internacional y se sugirió al Instituto Guatemalteco de Seguridad Social (IGSS) constituir depósitos en los bancos privados nacionales hasta por 40 millones de quetzales; sin embargo, finalmente el Banco de Guatemala mantuvo la instrucción de que solo podía mantener depósitos en el propio banco central. En 1980, la Corporación Financiera Internacional (CORFINA) contrató sin autorización del Congreso y solo con la del Banco de Guatemala, un préstamo con el Banco Exterior de España por US$110 millones, destinado a Celulosas de Guatemala, S. A. (CELGUSA).
Los precios del café iniciaron un descenso, y se autorizó la reducción de los impuestos a ese producto, que era la principal fuente tributaria. El impuesto al papel sellado y timbres fiscales funcionaba como un impuesto de ventas, y compensó la reducción de los impuestos aplicados al comercio.

### Infraestructura

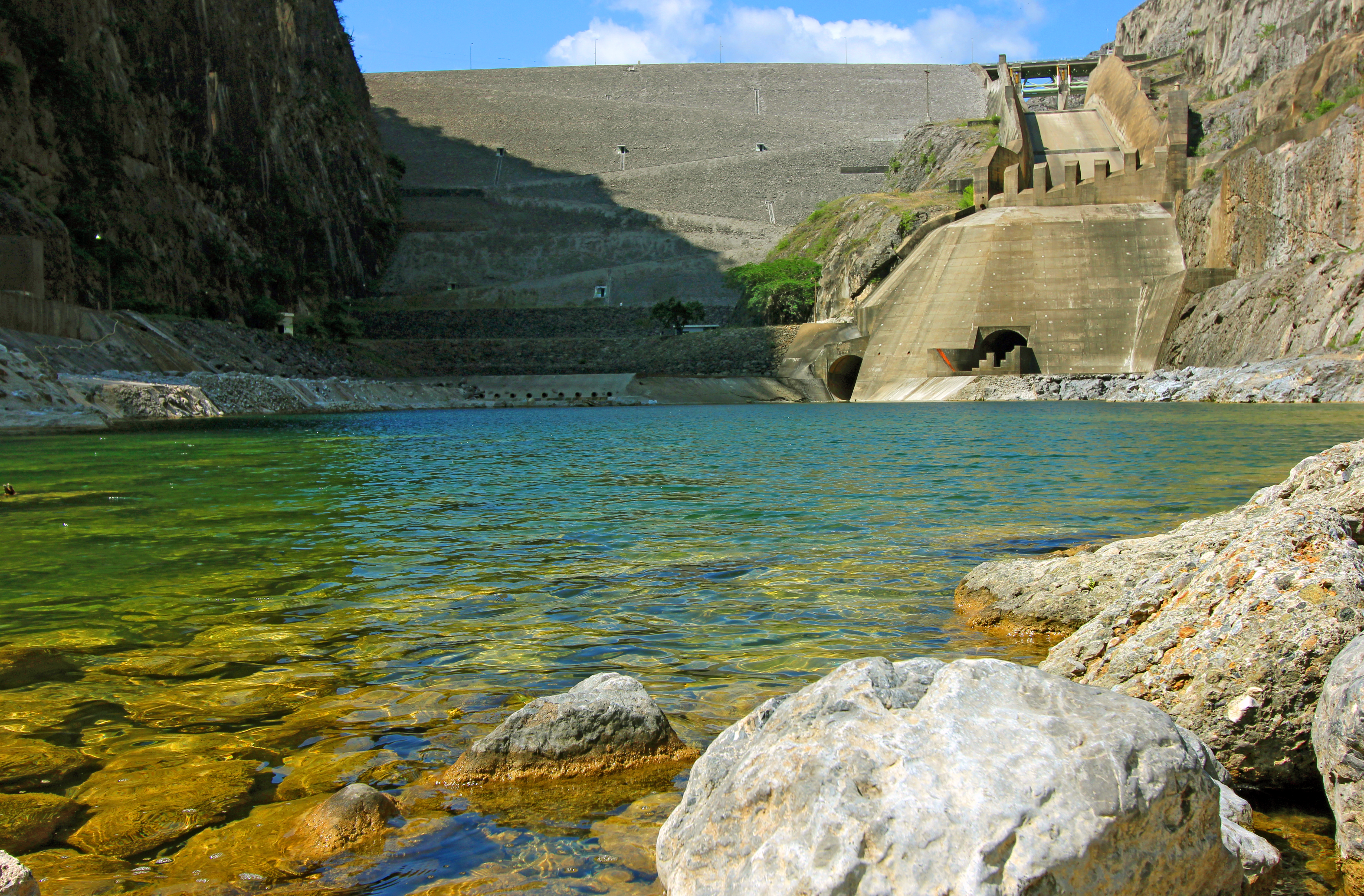
Planta Hidroeléctrica Chixoy, construida en el río del mismo nombre durante el Gobierno de Romeo Lucas-García.

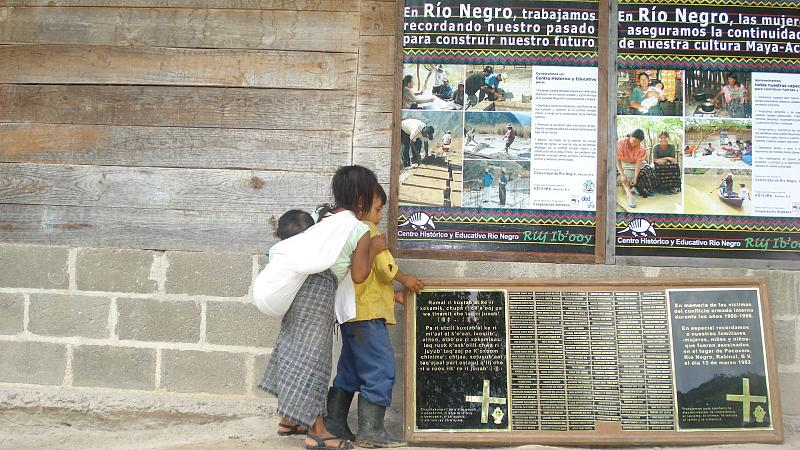
Memorial de la evacuación forzosa de Río Negro; los aldeanos se negaron a evacuar cuando el embalse de Chixoy se iba a empezar a llenar, dando lugar al hecho conocido como Masacre de Río Negro

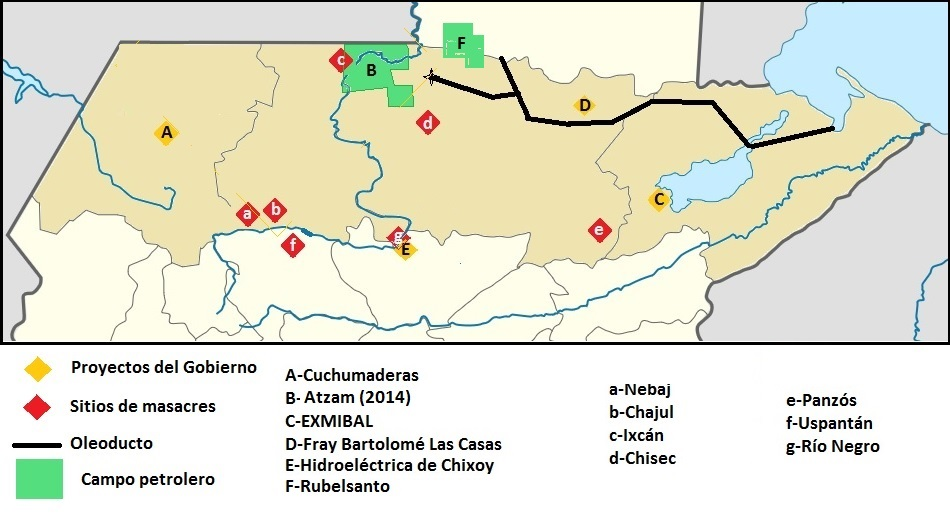
Mapa que muestra la ubicación de los más importantes proyectos que el Gobierno guatemalteco estaba ejecutando en la Franja Transversal del Norte, y los lugares en donde ocurrieron masacres en la misma región.

El Congreso autorizó la emisión de Bonos del Tesoro que adquirió el Banco de Guatemala, y créditos con AID, Fondo de Inversiones de Venezuela, FIV; BCIE; BIRF; y BID. El destino de los mismos fue:
- GUATEL
- Complejo Portuario en el Litoral del Pacífico
- caficultura
- industria y turismo
- hidroeléctricas Chulac y Xalalá
- carretera Mixco-San Lucas Sacatepéquez
- línea de transmisión Guatemala sur y Guatemala norte
- mantenimiento de carreteras;
- programas de Chixoy, Aguacapa, Xulac y Santa María II; Pueblo Viejo, y Quixal, Chixoy
- salud pública
- pequeños productores
- interconexión eléctrica entre El Salvador y Guatemala.[24]

Su Gobierno emprendió la construcción de estructuras faraónicas:
- Franja Transversal del Norte: de la que Romeo Lucas-García fue director en 1977, justo antes de ser Presidente de la República.
- Planta Hidroeléctrica Chixoy: En 1975, durante el Gobierno del general Kjell Eugenio Laugerud García el Instituto Nacional de Electrificación (INDE) presentó el proyecto para la construcción de la Planta Hidroeléctrica de Chixoy para solucionar los problemas de energía de Guatemala; el plan fue financiado por el Banco Mundial y el Banco Interamericano de Desarrollo (BID). El plan contemplaba la inundación de 50 kilómetros a lo largo del río, y el INDE se comprometió reubicar a los 3500 pobladores afectados por dicha inundación.[27] En 1978, el Gobierno de Romeo Lucas-García declaró a esa región de 50 kilómetros en estado de emergencia, por la inminente construcción de la presa. Todas las comunidades aceptaron, exceptuando la de Río Negro, la que no se quiso trasladar, y que incluso recibió asesoría de las facciones guerrilleras en la región para openerse al desalojo.

Río Negro fue finalmente evacuada por la fuerza por el Ejército y las Patrullas de Autodefensa Civil, con un costo de 177 personas muertas, el 13 de febrero de 1982. Tras la evacuación de Río Negro, se empezó a llenar el embalse de Chixoy el 13 de marzo.
- Puerto Quetzal y carretera de Escuintla al puerto.
- Hospital General San Juan de Dios
- Hospital de Quetzaltenango

### Educación
Durante su Gobierno se implementó un agresivo programa de alfabetización en todo el país, que incluyó cadenas nacionales de radio y televisión que se transmitían de lunes a viernes a las 4 de la tarde y duraron más de año y medio. La campaña de alfabetización se inició con el eslogan «Cerveza, digo yo».

### Guerra civil (conflicto armado interno)

#### Entorno internacional
Su Gobierno tuvo ayuda militar y económica de los Estados Unidos, pese a un embargo del congreso norteamericano, ya que los avances de la Revolución Sandinista en contra del dictador Anastasio Somoza Debayle en Nicaragua, y los del Frente Farabundo Martí de Liberación Nacional en El Salvador hicieron que el Gobierno de Jimmy Carter intentara frenar el avance comunista en la región. Entre 1978 y 1980, los EE. UU. otorgaron 8.5 millones de dólares en asistencia militar, principalmente créditos FMS, y aproximadamente 1.8 millones de dólares en licencias de exportación para la venta de armas. En 1981, tras tomar posesión en enero, la administración del presidente Ronald Reagan anunció públicamente el envío de 3.2 millones de dólares, en vehículos y otros suministros militares alegando la necesidad de combatir a las guerrillas por la violencia perpetrada hacia los civiles.
| Documental fílmico Ni uno vivo Guatemala 31 de enero de 1980: \| Secciones \| Descripción \| \| ----------------------------------------------------------- \| ------------------------------------------------------------------------------------------------------------------------------------------------------------------------------------------------------------------------------ \| \| Ni uno vivo: Tragedia en la Embajada de España en Guatemala \| Documental sobre los hechos acontecidos el 31 de enero de 1980 en la Embajada de España en Guatemala. Presenta entrevistas con los principales participantes, entre sobrevivientes y periodistas que cubrieron los hechos.[34] \| | |
| Secciones | Descripción |
| Ni uno vivo: Tragedia en la Embajada de España en Guatemala | Documental sobre los hechos acontecidos el 31 de enero de 1980 en la Embajada de España en Guatemala. Presenta entrevistas con los principales participantes, entre sobrevivientes y periodistas que cubrieron los hechos. |

"La guerra en Guatemala hay que ganarla en la montaña y en la capital" se convirtió en la consigna del Gobierno de Lucas. La oposición era el movimiento social con dirigentes de izquierda, quienes promovían que en el país debía impulsarse la democracia, no la guerra. Romeo Lucas el cual se veía en la televisión no era un militar tan locuaz y mediático como Efraín Ríos Montt, que le sucedería en el cargo. Lucas tenía un discurso poco hábil. Si bien en ocasiones se dirigía a las masas en q’eqchi’, sus gestos toscos y su imagen distante lo hacían parecer un presidente poco afable y accesible.

#### Triunfo sandinista en Nicaragua
A mediados de los años 70, parte de los líderes económicos nicaragüense y la miembros de la Iglesia católica de ese país centroamericano se empezaron a alinear en contra del Gobierno de Anastasio Somoza Debayle. Formaron un movimiento de oposición dirigido por Pedro Joaquín Chamorro Cardenal, dueño del diario La Prensa, el mayor del país, y forzaron al Gobierno a realizar algunos cambios. Pero tras el asesinato de Chamorro el 10 de enero de 1978, se desató un gran malestar en el país y en marzo de 1979 las diferentes fracciones del comunista Frente Sandinista de Liberación Nacional firmaron el acuerdo de unidad; luego, en junio hicieron el llamamiento a la «Ofensiva Final» y convocaron a una huelga general. El Gobierno estadounidense de Jimmy Carter intentó, mediante la Organización de Estados Americanos (OEA), parar el avance del FSLN, pero no obtuvo apoyo necesario de los países latinoamericanos presentes en la organización. Posteriormente, intentó estacionar tropas en Costa Rica para intervenir en Nicaragua, pero esta operación tampoco funcionó; y tampoco lo hicieron los intentos de negociación con el FSLN para la composición de una Junta de Gobierno de Reconstrucción nacional.
Finalmente, los Estados Unidos se vieron obligados a pedirle la renuncia a Anastasio Somoza Debayle, quien abandonó el país el martes 17 de julio de 1979. Francisco Urcuyo Maliaños, entonces Presidente del Congreso Nacional de Nicaragua, fue nombrado presidente y anunció que no renunciaría a la presidencia y que completaría el período hasta en mayo de 1981. Ese mismo día, los cancilleres del Pacto Andino ―Ecuador, Venezuela y Perú― reunidos en San José (Costa Rica), rechazaron públicamente la maniobra de Urcuyo, y en la mañana del miércoles 18 de julio, Sergio Ramírez, Alfonso Robelo, y Violeta Barrios de Chamorro, dejaron San José, Costa Rica, y se dirigieron hacia León, donde se reunieron con los comandantes sandinistas Daniel Ortega Saavedra y Moisés Hassan Morales, proclamando a León como la nueva capital provisional, y la comunidad internacional los reconoció como el Gobierno legítimo de la República.
Urcuyo partió al exilio en Guatemala; por su parte, los sandinistas entraron en Managua el 19 de julio de 1979 poniendo fin a la etapa dictatorial somocista asumiendo las responsabilidades de Gobierno. Este triunfo significó una nueva esperanza para los combatientes guerrilleros de Guatemala y El Salvador, que veían ahora cómo podían obtener recursos logísticos y militares no solamente de Cuba, sino que también de Nicaragua.

#### Surgimiento de la Organización del Pueblo en Armas (ORPA)
El 18 de septiembre de 1979, una unidad guerrillera ocupó militarmente la finca cafetalera de Mujuliá, en Quetzaltenango. Con esta acción y la distribución de un Manifiesto se inició la acción pública de la Organización del Pueblo en Armas (ORPA), la cual se autodefinió como «una organización político-militar a nivel nacional, que desarrolla el proceso de guerra popular revolucionaria en forma consciente, progresiva y responsable y que después de varios años de preparación, en los que se construyó en la clandestinidad, surgió públicamente para sumarse a la lucha del pueblo guatemalteco».

#### Quema de la embajada de España
El jueves 31 de enero de 1980, el caso de Guatemala atrajo la atención mundial con la quema de la Embajada de España, en la que 37 personas fueron quemadas vivas, entre ellas varios ciudadanos españoles e importantes exfuncionarios guatemaltecos. La movilización en forma de protesta por parte de un grupo de indígenas, con el fin de llamar la atención del mundo sobre las matanzas que en 1980 cometía el Ejército guatemalteco en el Triángulo Ixil en El Quiché ―específicamente en Nebaj, Chajul, Ixcán, lugares en donde se había impulsado la migración y cooperativas a principios de la década de 1970, como parte de la Franja Transversal del Norte, pero en donde se encontró petróleo posteriormente―, fue el preludio del caso de la quema de la Embajada de España, tras las cual España rompió las relaciones diplomáticas con Guatemala.
Poco después de los sucesos de la Embajada de España, en febrero de 1980 a iniciativa del Comité de Unidad Campesina (CUC) se convocó una masiva reunión en Iximché (Tecpán, Chimaltenango), para analizar la situación del país. En ella participaron numerosas organizaciones, entre ellas:
- la Coordinadora Nacional Indígena
- la Federación de Trabajadores de Guatemala
- el Frente Robin García y el Comité Pro Justicia y Paz

De esa reunión salió el documento "Los pueblos indígenas de Guatemala ante el Mundo", declaración política que planteaba reivindicaciones étnicas junto con otras de carácter político, de denuncia de la represión, la exclusión económica, la igualdad y el respeto cultural. Sin embargo, el activismo indígena tuvo en este período su mayor expresión en grupos como el CUC, organización que puso a prueba su capacidad organizativa en la huelga de los cortadores de caña, entre febrero y marzo de 1980, en la que participaron más de 70 mil trabajadores. Fue la primera vez en que se unieron trabajadores permanentes de la costa con trabajadores migratorios del altiplano. La patronal cedió al aumento del jornal diario, a 3.20 quetzales. El poder de convocatoria mostrado por el CUC fue percibido como una grave amenaza de parte del Ejército y el sector empresarial, no solo por el número de personas que movilizaba sino porque representaba una peligrosa alianza entre ladinos y mayas, con participación de religiosos y con influencia y asesoría de grupos insurgentes. El ambiente insurreccional aumentó los efectos alarmantes de este movimiento sin precedentes, constituyéndose en un objetivo de las acciones represivas dirigidas contra el sector social rural.
Tanto la toma de la Embajada de España como la huelga de los cañeros de la Costa Sur, ambas promovidas por activistas del CUC, marcaron la cúspide del clima de agitación política y social de la época. Además, mostraron la línea convergente hacia la que se encaminaban tanto el movimiento social como la insurgencia. Esto se hizo todavía más evidente, cuando el 1 de mayo de 1980 el CNUS, que se había convertido en el eje de dicho movimiento, llamó a «instaurar un Gobierno revolucionario, democrático, y popular» y a «derrocar al régimen luquista», consignas que fueron secundadas por los grupos insurgentes. En esa ocasión fueron secuestrados 32 participantes cerca del Parque Centenario; días después aparecieron torturados los cadáveres de 28 de ellos.
Luego de estos acontecimientos, en el mes de junio, sucedió la desaparición forzada de veintisiete miembros de la Central Nacional de Trabajadores (CNT). En agosto también fueron secuestradas de la finca de retiro Emaús diecisiete personas entre sindicalistas y estudiantes universitarios miembros de la Escuela de Orientación Sindical. Estos hechos de represión marcaron el punto álgido de la represión contra el sindicalismo, que finalmente quedó desestructurado.
Durante el Gobierno de Romeo Lucas-García la espiral de violencia siguió aumentando hasta alcanzar niveles inimaginables. El Gobierno concentró sus esfuerzos en aniquilar al enemigo interno, limitándose no solo a combatir a la guerrilla sino atacando sistemáticamente al movimiento social y a la población en las áreas de fuerte presencia guerrillera, principalmente las más alejadas de la ciudad de Guatemala. En el Gobierno de Romeo Lucas-García la estrategia contrainsurgente se concentró en eliminar al movimiento social tanto urbano como rural, el cual había crecido sensiblemente durante los años previos, así como combatir a la guerrilla.
El terror que se desató durante este Gobierno desestructuró todas las organizaciones sociales, políticas y profesionales existentes. La administración de la justicia también se vio fuertemente afectada por ello: jueces y abogados fueron asesinados con el objeto de paralizar completamente a la justicia y toda acción de protección de los derechos humanos. En ningún otro período se ejecutaron tantos jueces y abogados, especialmente, aquellos que habían dado trámite a recursos de exhibición personal o que habían dictado resoluciones contrarias a los intereses del Gobierno; ante esta represión otros jueces y abogados optaron por plegarse a las imposiciones del Ejecutivo para la aplicación de la justicia. Las constantes violaciones a los derechos humanos llevaron a la renuncia del Vicepresidente de la República Francisco Villagrán Kramer en 1981, siendo sustituido por el coronel Oscar Mendoza Azurdia.

#### Bombazo del 5 de septiembre de 1980
El 5 de septiembre de 1980 el Ejército Guerrillero de los Pobres llevó a cabo un acto terrorista frente al Palacio Nacional con la intención de disuadir al pueblo guatemalteco de asistir a una manifestación de apoyo al Gobierno del general Romeo Lucas-García que estaba planificada para el domingo 7 de septiembre en el Parque Central. En ese ataque murieron seis adultos y un niño a causa de la explosión de dos bombas ubicadas en un vehículo; hubo un número indeterminado de heridos y cuantisos daños materiales no solo en las obras de arte del Palacio Nacional, sino que en muchos de los edificios aledaños, especialmente en el Edificio Lucky, que está frente al Palacio Nacional sobre la 6a. avenida. Las imágenes por televisión mostraban partes del los cuerpos distribuidos por el área del incidente, mientras los periódicos mostraron en sus portadas la imagen de carro bomba destruido y los alrededores del palacio.
El atentado fue ejecutado en dos partes: primero, por la noche, la guerrilla depositó una pequeña carga explosiva en el tragante ubicado en el Parque Central, en la esquina de la 6a. calle y 6a. avenida de la zona 1, frente a la esquina donde se localizaba el despacho presidencial dentro del Palacio Nacional. Por la mañana, la guerrilla estacionó un vehículo sobre ese tragante, el cual tenía en su interior una carga mucho mayor; a las 9:35 a. m. detonaron la pequeña carga explosiva, la cual a su vez hizo estallar a la que estaba dentro del vehículo dejando esparcidos tras ser mutilados, los cuerpos de varios civiles, cuyos restos humanos fueron lanzados en un radio mayor a los setenta metros. A los cinco minutos de haberse producido la explosión se originó el incendio de siete vehículos.
Ese mismo día, y también para tratar de impedir el desarrollo de la manifestación, la guerrilla atacó la terminal de los autobuses Galgos, y a un bus de la empresa Fortaleza, matando a un mecánico.

#### Atentados guerrilleros contra bienes del Estado
Las organizaciones guerrilleras justificaban estas acciones argumentando que afectaban, por un lado, los intereses económicos del Estado y de los sectores productivos, y por el otro, que vulneraban al Ejército:
- Ejército Guerrillero de los Pobres: «Destruir infraestructura con el concepto de decir vamos a destruir la infraestructura del país, para dañar el país, eso no. Siempre tenía una explicación... en relación a la guerra que estábamos viviendo y en relación al momento táctico que para qué íbamos a volar este puente, sí lo íbamos a volar para que el Ejército no pasara y para que no siguiera con su barbarie... para cortarle el avance y la retirada... Pero lo que es de Nentón para el norte, la carretera se cerró [finales de 1981 e inicio de 1982], no entraba el Ejército, no entraba ninguna autoridad, estaban cortados los postes de telegrafía que eran los medios de comunicación que había aparte de la carretera».[54] «Al cortar la energía que llegara al cuartel (del Ejército) se cortaba la energía de toda la población, creando descontento entre el pueblo. Después, esos sabotajes se generalizaron para provocar ya un descontrol total en todo el país e ir preparando condiciones para pasar a un período casi de preinsurrección.[55]
- Fuerzas Armadas Rebeldes: «Perseguimos la obstaculización de la coordinación, comunicación y movilización de las fuerzas enemigas, por un lado, y por el otro la obstaculización del desarrollo de los procesos productivos que impulsan las clases dominantes».

Por otra parte, a finales de 1981 y principios de 1982, la guerrilla quemó alrededor de 24 municipalidades de las 31 que tiene el departamento de Huehuetenango, y 33 registros civiles fueron destruidos en toda la república. Estos hechos perjudicaron a la población porque quemaron los libros oficiales, y por algún tiempo no se tenía en donde registrar ningún hecho civil.
| Fecha                   | Responsable | Objetivo                                                                                  | Resultado |
| ----------------------- | ----------- | ----------------------------------------------------------------------------------------- | --- |
| 19 de julio de 1981     | EGP         | Municipalidad de Chichicastenango, Quiché                                                 | Quemaron parcialmente las instalaciones por medio de una bomba incendiaria; luego impidieron el ingreso de los elementos de socorro.               |
| 13 de noviembre de 1981 | EGP         | Municipalidad de Zacualpa, Quiché                                                         | Destrucción de la sede municipal. |
| 16 de noviembre de 1981 | EGP         | Instalaciones eléctricas del INDE en Santa Cruz del Quiché                                | Dejó sin energ╡a eléctrica a todos los municipios aledaños.                                                                                        |
| 16 de diciembre de 1981 | EGP         | Municipalidad, oficinas de correos y estación de policía de Tecpán, Chimaltenango         | Destrucción de las instalaciones y asesinato de seis personas; además se hicieron pintas en la localidad y sabotearon la carretera interamericana. |
| 18 de diciembre de 1981 | EGP         | Puente «El Tesoro» en Quiché                                                              | Destrucción total del puente, cortando el acceso al Ejército.                                                                                      |
| 21 de diciembre de 1981 | EGP         | Municipalidad y oficinas de correos y telégrafos de Cunén, Quiché                         | Quemaron los documentos del registro civil y luego las instalaciones de la municipalidad.                                                          |
| 19 de enero de 1982     | EGP         | Instalaciones del Instituto Nacional de Electrificación (INDE) en Villa Nueva y Escuintla | Se interrumpió el suministro eléctrico en veintiuno de los veintidós departamentos de la República.                                                |
| 19 de enero de 1982     | EGP         | Planta de energía eléctrica del INDE en Santa Cruz del Quiché                             | Una bomba destruyó la planta de energía, dejando sin suministro a todos los municipios que la rodean.                                              |
| 27 de enero de 1982     | EGP         | Puentes que comunican las poblaciones de San Miguel Uspantán, Nebaj y Chajul en Quiché    | Destrucción total de los dos puentes, cortando el acceso al Ejército.                                                                              |

#### Atentados guerrilleros contra bienes particulares
El ataque contra objetivos financieros, comerciales y agrícolas se nincrementó, ya que los grupos guerrilleros consideraban a esas instituciones como «reaccionarios burgueses» y «millonarios explotadores» que colaboraron con el «Gobierno genocida» de Romeo Lucas-García. La siguiente es una lista no exhaustiva de los atentados que se registraron en el informe de la Comisión para el Esclarecimiento Histórico de las Naciones Unidas:
| Fecha                             | Responsable                                     | Objetivo | Resultado |
| --------------------------------- | ----------------------------------------------- | --- | --- |
| 15 de septiembre de 1981          | Fuerzas Armadas Rebeldes                        | Corporación Financiera Nacional (CORFINA) | Carro bomba que daño también las instalaciones de otras instituciones financieras nacionales y transnacionales; las pérdidas causadas con este atentado fueron mayores de 300 000 quetzales. |
| 19 de octubre de 1981             | Guerrilla urbana del EGP                        | Centro Financiero del Banco Industrial | Sabotaje a las instalaciones. |
| 28 de octubre de 1981             | Desconocido                                     | Refinería TEXACO en la carrera al Puerto de San José (Escuintla)                                                                                       | Sabotaje a las instalaciones por considerar que la TEXACO estaba manipulando los precios de los combustibles y reprimiendo a sus trabajadores.                                               |
| 21 de diciembre de 1981           | Frente Guerrillero «Otto René Castillo» del EGP | Edificios recién construidos: Cámara de Industria, Torre Panamericana (donde funcionaba el Banco del Café) y Centro Financiero del Banco Industrial    | Carros bomba que dejaron vidrieras completamente destrozadas. |
| 28 de diciembre de 1981           | Frente Guerrillero «Otto René Castillo» del EGP | Centro Financiero del Banco Industrial | Carro bomba que resultó en virtual demolición de una de las torres. |
| 18 de enero de 1982               | Frente Guerrillero «Luis Turcios Lima» del EGP  | Finca Santa Marta, Santo Domingo, Suchitepéquez | Ejecutaron a dos personas y sustrajeron varias armas. |
| 27 de enero de 1982               | Frente Guerrillero «Luis Turcios Lima» del EGP  | Finca San Rafael, Suchitepéquez | Destruyeron varios tractores y sustrajeron armas. |
| 5 de febrero de 1982              | Frente Guerrillero «Luis Turcios Lima» del EGP  | Finca San Cristóbal Pantaleón, Santa Lucía Cotzumalguapa, (Escuintla)                                                                                  | Destruyeron varios tractores y cabezales. |
| 27 de enero de 1982               | Desconocido                                     | Beneficio de café «La Esperanza», Antigua Guatemala, Sacatepéquez                                                                                      | Bombas incendiarias calcinaron tres mil quinientos quintales de café y las instalaciones en donde se almacenaban.                                                                            |
| 25 de junio al 21 de julio [1982] | ORPA                                            | Finca El Matasano, en el Quetzal; la finca Panorama, en San Rafael Pie de la Cuesta; finca Carolina y la finca Platanillo, en el Tumbador, San Marcos. | Incendiadas por colaborar con el Ejército y en la finca Platanillo se recuperó equipo militar.                                                                                               |

#### Reclutamiento forzoso de soldados para el ejército
Durante la mayor parte del conflicto armado, el Ejército se nutrió de soldados por medio del reclutamiento forzoso: la mayor parte de los soldados eran jóvenes, pertenecientes a las clases bajas y, en un porcentaje muy elevado, provenientes de las distintas etnias mayas. Por su parte, prácticamente la totalidad de los oficiales eran ladinos ya sea formados en academias militares y escuelas de tropas especiales o militares de línea, que ascendían por antigüedad en la tropa.
En todo el período de formación militar, los soldados estaban bajo condiciones de gran presión psicológica: desde su captura como parte de la práctica del reclutamiento forzoso, eran entrenados en un sistema de despojo de su identidad, basado en la sumisión absoluta, el aislamiento de su contexto social.. A pesar del riesgo que suponía, muchos soldados que fueron reclutados a la fuerza se resistieron a seguir formando parte del Ejército. La deserción parece haber sido una práctica frecuente, a pesar de los duros castigos aplicados a los que eran capturados después.
Ahora bien, los grupos de inteligencia y tropas especiales se acrecentaron con soldados que habían terminado su formación militar y tenían experiencia en acciones armadas; esa selección se hacía en función de las habilidades que el Ejército consideraba importantes para la lucha contrainsurgente: tareas de control de la población y disposición a la obediencia absoluta.

#### Comunidades de población en resistencia
Ningún sector fue más afectado por la violencia durante los años de la Guerra civil de Guatemala que la población campesina; la guerra dejó en el campo un saldo de muertes y destrucción sin precedentes, generando entre otras reacciones la fuga masiva de miles de campesinos guatemaltecos. En el período 1981-82, en el que más de cuatrocientos pueblos y aldeas fueron arrasadas y miles de guatemaltecos asesinados, la reacción de los sobrevivientes atrapados entre dos fuegos fue huir, o ponerse bajo el control del Ejército forzados a participar en las patrullas de autodefensa civil (PAC) o reubicados en las «aldeas modelo», en donde fueron concentrados. Unas cincuenta mil personas totalmente desposeídas se escapó a zonas selváticas del departamento del Quiché pasando esos años escondidos del mundo exterior y fuera de control gubernamental formando mínimos grupos urbanos que luego formaron las Comunidades de Población en Resistencia (CPR).
Étnicamente las CPR del Ixcán eran en su gran mayoría k'iches mientras que en las comunidades de la Sierra eran mayoritariamente ixiles, siendo el resto chajuleños, cotzaleños y k'iches, así como ladinos.

#### Represión contra la Universidad de San Carlos
Durante los Gobiernos militares de los años setenta, se mantuvo la tensión entre el Gobierno y la universidad, la cual llegó a su punto álgido en 1978, durante las protestas masivas que se produjeron para protestar por el alza del pasaje al transporte urbano de la Ciudad de Guatemala. La Asociación de Estudiantes Universitarios tuvo un papel protagónico en las protestas, pero esto trajo la persecución de sus líderes y el asesinato del secretario general de dicha asociación Oliverio Castañeda de León, el 20 de octubre de ese año.
A tan solo quince días del asesinato de Castañeda de León, fue desaparecido su sucesor, Antonio Ciani García, y en los siguientes 18 meses recibieron amenazas casi todos los dirigentes estudiantiles y profesores universitarios con vinculaciones políticas (incluso con los partidos legales). Quienes no hicieron caso y continuaron con sus actividades de protesta, murieron o fueron secuestrados.
Al iniciarse el año 1979, siguen los ataques a prestigiosos miembros de la Universidad:
- El 25 de enero de 1979 fue asesinado Alberto Fuentes Mohr, doctor en Ciencias Económicas, diputado del Congreso y dirigente del Partido Socialista Democrático (PSD).
- Ese mismo día, a pocas horas, fue acribillado el dirigente estudiantil y sindical Ricardo Martínez Solórzano.
- El 14 de febrero fue asesinado Manuel Lisandro Andrade Roca, secretario general de la Universidad en el período de Saúl Osorio Paz (y dirigente estudiantil durante las jornadas de 1962).
- El 22 de marzo fue muerto el exalcalde de la capital Manuel Colom Argueta, en un operativo en que sus asesinos emplearon un helicóptero para dirigir la operación[73][74]

En la Universidad, el rector Saúl Osorio Paz, después de los ataques a sus colegas y amenazas contra su persona, empezó a vivir en la rectoría, protegido por brigadas estudiantiles del partido universitario FRENTE. En un caso sin precedentes, el rector dirigió la Universidad desde la clandestinidad por casi dos años, al extremo de ser obligado a salir del país.
El efecto de la represión estatal y paraestatal era peor en el movimiento estudiantil: la AEU terminó diezmada. A pesar de todo esto, la asociación continuó siendo una organización beligerante durante esta campaña de terror. Para protegerse, la AEU reestructuró su forma organizativa y para que sus dirigentes no fueran tan vulnerables, se abstuvo de revelar los nombres de estos.
En enero de 1979, llegó a la Universidad una nueva generación de estudiantes de primer ingreso. Muchos de ellos habían sido miembros de la CEEM o las asociaciones estudiantiles en los institutos del Estado y habían participado en las jornadas de octubre de 1978. Fueron ellos quienes ocuparon el liderazgo de la AEU. Pero fue mucho más difícil reemplazar a los docentes caídos o en el exilio, lo que dio como resultado un marcado descenso en la calidad académica de la institución. Más tarde se propusieron leyes que restringían severamente su autonomía, y violando el mandato constitucional de otorgarle el 5% del presupuesto nacional, su presupuesto se recortó considerablemente.

#### Represión a intelectuales guatemaltecos
Durante la presidencia de Romeo Lucas-García, se produjeron varios asesinatos a líderes de izquierda, líderes estudiantiles y sindicalistas. Los casos más destacados fueron:
| Nombre                                      | Año  | Resumen de lo acontecido |
| ------------------------------------------- | ---- | --- |
| Oliverio Castañeda de León                  | 1978 | Secretario de la Asociación de estudiantes Universitarios. Había sido muy crítico de las políticas del Gobierno y había sido el principal organizador de los disturbios que se dieron en contra del aumento al pasaje urbano en 1978. Fue asesinado en octubre de 1978. |
| Manuel Colom Argueta y Alberto Fuentes Mohr | 1979 | El Gobierno de Romeo Lucas-García inició con una apertura para la creación de partidos políticos de centro y de izquierda, y se seleccionó específicamente al intelectual Francisco Villagrán Kramer para que dirigiera este esfuerzo. Villagrán Kramer habló específicamente con Alberto Fuentes Mohr, diputado al congreso durante ese Gobierno y exministro de Finanzas y de Relaciones Exteriores del Gobierno de Julio César Méndez Montenegro, y con Manuel Colom Argueta, exalcalde de la Ciudad de Guatemala entre 1970 y 1974, para que estos formaran nuevos partidos políticos, ya que ambos eran considerados los líderes de la izquierda del país. Fuentes Mohr fundó el Partido Socialista Democrático (PSD) y Colom Argueta el Frente Unido de la Revolución (FUR). No obstante, durante el transcurso del Gobierno, la posición de los grupos de poder que dirigían al Gobierno de Lucas cambió radicalmente y para el momento en que sus partidos surgieron a la vida pública tanto Colom como fuentes Mohr ya habían sido asesinados. Francisco Villagrán Kramer renunció el 1 de septiembre de 1980, citando la indiferencia de Lucas ante las desaprobaciones de los observadores internacionales de derechos humanos. |
| Quema de la Embajada de España              | 1980 | Grave incidente diplomático ocurrido en enero de 1980. En el murieron 37 personas: varios campesinos de El Quiché, estudiantes universitarios que acompañaban a los campesinos, funcionarios de la embajada, y personalidades guatemaltecas que estaban por casualidad en la embajada como el exvicepresidente Eduardo Cáceres Lehnhoff y el excanciller Adolfo Molina Orantes. Como consecuencia de este hecho, España rompió relaciones diplomáticas con Guatemala. |
| Irma Flaquer                                | 1980 | Desaparecida en la Ciudad de Guatemala el 16 de octubre de 1980. Fue una psicóloga y periodista guatemalteca conocida por sus críticas contra la sucesión de Gobiernos dictatoriales en Guatemala. Fue militante de las Fuerzas Armadas Rebeldes (FAR). |
| Alaíde Foppa                                | 1980 | Poetisa, escritora, feminista, crítica de arte, profesora y traductora, nacida en Barcelona, España de ascendencia guatemalteca por parte de madre y argentina por la vía paterna, quien vivió como exiliada en México tras el derrocamiento de Jacobo Arbenz Guzmán, país donde se casó con Alfonso Solorzano, también guatemalteco. Tuvo cinco hijos, de los cuales dos pertenecieron al Ejército Guerrillero de los Pobres en Guatemala, y murieron en ese país centroamericano. Desaparecida cuando llegó a Guatemala para renovar su pasaporte e investigar la muerte de sus hijos el 19 de diciembre de 1980. |

Más tarde, un año antes de su caída del poder, se intensificó la guerra interna en el país tanto en el interior del país como en las ciudades, en donde frecuentemente se descubrían reductos guerrilleros

#### Represión contra los sindicatos
En 1977, durante el Gobierno del general Kjell Eugenio Laugerud García fue asesinado el licenciado Mario López Larrave, prestigioso abogado que había sido decano de Facultad de Derecho de la Universidad de San Carlos de Guatemala, miembro del Consejo Superior Universitario y asesor de los principales sindicatos de Guatemala. Tras su muerte, los estudiantes de la Facultad de Derecho de la Universidad auguraron que este «sería el inicio de una ola represiva sin precedentes»
El augurio se cumplió; numerosas personas relacionadas con la actividad sindical en Guatemala fueron asesinadas durante el Gobierno del general Romeo Lucas-García, entre las que destacan:
- Manuel Lisandro Andrade Roca: abogado y catedrático de la USAC, cofundador junto a López Larrave de la Escuela de Orientación Sindical (EOS). Murió el 13 de febrero de 1979.[27]
- Johnny Dahinten: abogado y catedrático de la USAC, miembro de la EOS y asesor de los sindicatos de los ingenios azucareros. Murió el 9 de abril de 1980.[27]
- Sindicato de la Embotelladora Guatemalteca, S.A. (embotelladora de Coca-Cola): este fue el caso más conocido por los guatemaltecos, ya que la embotelladora central de Guatemala dejó de producir Coca-Cola, y terminó siendo ocupada por los sindicalistas que pararon la producción durante varios años a raíz del fuerte enfrentamiento entre patrono y obreros. Varios de los sindicalistas y de los representantes del patrono murieron durante el tiempo que duró el conflicto (1978-1980).[83]

#### Huelga en Santa Lucía Cotzumalguapa
Santa Lucía Cotzumalguapa, donde se ubica la mayoría de los ingenios azucareros y las fincas cañeras más grandes de la Costa Sur de Guatemala, fue el municipio con mayor desarrollo de las Familias de Dios y más tarde del Comité de Unidad Campesina (CUC). En febrero de 1980 se convocó a una huelga en la finca cañera de Tahuantepeque, en el mismo municipio de Santa Lucía Cotzumalguapa. Todos los trabajadores de las fincas cañeras y de algunas algodoneras de la Costa Sur se plegaron a la misma. Más de 80 mil obreros suspendieron sus labores exigiendo un aumento salarial. La asamblea local del CUC de la aldea Las Playas de Santa Lucía se constituyó en el eje principal del movimiento de huelga de principios de 1980. El grupo del CUC de Las Playas estaba compuesto por personas originarias del lugar y por un grupo de antiguos dirigentes sindicales de algunas fincas de Santa Lucía, entre otras de la finca Xatá, que a principios de los años setenta habían sido despedidos 'por rebeldes'. El grupo de mujeres de la Familia de Dios jugó un papel decisivo en el movimiento de los paros. En los primeros días de marzo de 1980, cuando todavía estaba en marcha la huelga cañera de la Costa Sur, hombres vestidos de civil intentaron secuestrar en la aldea Las Playas al líder del movimiento, pero al no lograrlo lo dejaron malherido. Tras este ataque, terminó la huelga.

### Golpe de Estado del 23 de marzo de 1982
El 23 de marzo de 1982, Lucas García fue depuesto por un golpe de Estado liderado por oficiales jóvenes del Ejército de Guatemala.
En las primeras comunicaciones, se indicó que el golpe de Estado militar fue dirigido por un grupo de «oficiales jóvenes» del Ejército de Guatemala, cuyo objetivo sería «acabar con la corrupción». Los sublevados tomaron el control de la Ciudad de Guatemala y lograron que el general Lucas García se rindiera a los militares que horas antes habían rodeado el Palacio Nacional.
Seis guarniciones militares, cinco de ellas de la capital guatemalteca, apoyadas por la fuerza aérea, estuvieron en el origen de la sublevación, una de cuyas cabezas visibles es el general de aviación Hernán Ovidio Morales. Las guarniciones sublevadas pidieron a la policía que entregase sus armas y que se uniera a ellos. No se produjeron enfrentamientos armados en la capital, aunque en el interior del país sí hubo algunos choques de menor importancia. El Aeropuerto Internacional La Aurora permaneció cerrado durante varias horas, y numerosos vuelos internacionales fueron cancelados o retenidos; efectivos de la fuerza aérea controlaban la terminal, y aviones y helicópteros de combate sobrevolaban la capital en una exhibición de fuerza de los militares sublevados. Los sublevados ocuparon también el edificio del Congreso, que disolvió inmediatamente su sesión; la empresa nacional de comunicaciones, Guatel, y todos los edificios oficiales importantes de la capital guatemalteca. Dos helicópteros han sido estacionados en la plaza principal de la capital, junto al palacio de Gobierno, para sacar de él al presidente y a sus acompañantes. El secretario personal del general Romeo Lucas, Jorge García Granados, secretario general del Partido Revolucionario, oficial, entró esposado en el palacio de Gobierno.
De acuerdo a un comunicado de la Agencia de Inteligencia de Defensa de los Estados Unidos, enviado a Washington D. C. en 1983 indica que el golpe fue realizado por un grupo de veintidós oficiales medios sin el conocimiento ni consentimiento del alto mando militar; por esta razón, el golpe no tenía más apoyo que el de ese pequeño grupo de militares que lo había diseñado. Lucas García, por su parte, estaba listo para resistirlo y lo hubiera podido haber aplastado fácilmente con las tropas de que disponía en el Palacio Nacional, pero su Jefe del Estado Mayor y amigo personal, coronel Montalbán Batres ―quien también era el jefe de la Administración Pública y quien realmente dirigía la administración del Estado en ese tiempo― le informó que los complotadores tenían como rehenes a la anciana madre del presidente de 90 años de edad, y a su hermana de 60 años, y que estas se encontraban en el pasadizo subterráneo que une al Palacio Nacional con la Casa Presidencial. Lucas fue llevado al túnel y encontró a su hermana que estaba sentada y tenía la cabeza de su madre en su regazo mientras que un soldado les apuntaba a la cabeza. Lucas García decidió renunciar en el acto y se comunicó con el alto mando militar y con su hermano Manuel Benedicto Lucas García ―quien ya estaba enviando tropas para ayudar a su hermano a la capital guatemalteca― para informarles que se iba a rendir y que no iba a haber ninguna resistencia.
Tras rendirse, Lucas García fue conducido bajo escolta militar al aeropuerto, para ser expulsado del país; apenas media hora antes se había terminado el plazo dado por los sublevados para que el presidente Lucas se entregara pacíficamente, y las tropas habían tomado posiciones para un posible asalto al palacio, situado en el centro de la ciudad. Mientras tanto, las calles de Ciudad de Guatemala estuvieron tomadas por carros blindados, vehículos con ametralladoras y un gran despliegue de soldados en uniforme de campaña. Las calles de Guatemala quedaron ayer desiertas, y tanto tiendas como establecimientos cerraron sus puertas. En la capital reinaba una gran tensión, luego de que los canales de televisión privada de Guatemala interrumpieron su programación regular cuando recibieron «el consejo» por parte de los militares rebeldes de unirse a la cadena nacional. A través de la cadena de radio y televisión estatal se pidió constantemente a los guatemaltecos que permanecieran tranquilos, dentro de sus casas y que obedeciesen únicamente las órdenes que emanasen de la Junta representativa de Gobierno.
El ganador de las elecciones que se habían efectuado solamente unas semanas antes, el candidato oficialista y exministro de la Defensa general Aníbal Guevara, estaba de vacaciones en Miami el día del golpe de Estado. La oposición centroderechista, a la que se unió un partido de ultraderecha, había denunciado un fraude en los comicios. El presidente electo debía tomar posesión en los primeros días del próximo mes de julio, en que el general Romeo Lucas abandonaría el poder. Tras la salida de Romeo Lucas-García, los jefes de los sublevados pidieron la comparecencia en el palacio del general Efraín Ríos Montt y del candidato a la vicepresidencia por el partido fascista Movimiento de Liberación Nacional en las pasadas elecciones, Lionel Sisniega Otero.
Una vez montada la junta de Gobierno, conformado por el general Ríos Montt, el coronel Horacio Maldonado Shaad y el coronel Francisco Gordillo, esta anunció que convocaría nuevas elecciones, pero no precisó la fecha. La Junta, anunció, elaborará un «plan de trabajo que será presentado al pueblo lo antes posible». La Junta de Gobierno disolvió el Congreso y abolió la Constitución tras el triunfo del golpe. En un llamamiento difundido a través de la radio y la televisión, los golpistas pidieron «comprensión internacional», y afirmaron que los militares que gobernaban a Guatemala hasta el 23 de marzo de 1982 habían propiciado una imagen del país en el extranjero que no correspondía a las verdaderas características del pueblo. Aseguraron también que eran democráticos y que respetaban «los derechos humanos de todos los guatemaltecos».
Después del golpe de Estado, la casa de habitación del exministro de Gobernación, Donaldo Álvarez Ruiz, fue saqueada por una turba enardecida.

#### Declaraciones de Ríos Montt tras el golpe de Estado
El 2 de junio de 1982, periodistas internacionales le realizaron una entrevista a Efraín Ríos Montt, en la que dijo lo siguiente sobre el Gobierno de Romeo Lucas-García:
| 1. ¿Cuáles fueron las causas del golpe de Estado? Hubo muchas causas; había llegado a tal forma de descomposición el Gobierno que él mismo estaba cortándose sus raíces; ya no tenía raíces ni en el pueblo ni en las instituciones. Como consecuencia se cayó; así, simple y llanamente. 2. ¿En qué es este Gobierno distinto al anterior? Este Gobierno es distinto porque platica contigo, por ejemplo. El Gobierno anterior no platicaba contigo. 3. ¿Había corrupción en el Gobierno anterior? Tengo entendido que muchísima corrupción. Se llegó a tal grado con la corrupción que, siendo Guatemala un país con grandes reservas económicas, en dos años se acabaron las reservas económicas; y además dejaron hipotecado todo el país con las grandes construcciones que hicieron, como anillos periféricos que realmente no tenían ningún concepto de planificación desde el punto de vista de tránsito y de tráfico. 4. ¿Cómo se da la corrupción en el ejército? En el ejército como institución no ha habido tal cosa; el problema está en el concepto humano, en el hombre. Han manipulado a ciertos elementos de la institución armada, a ciertos jefes; los ponen en un puesto y les dan condecoraciones o alguna cosa especial y a espaldas de ellos los negociantes de la política son los que empiezan a trabajar y a corromper todo. Pienso que por ignorancia algunos elementos de la institución fueron manipulados y corrompidos. 5. ¿Cómo se va a juzgar a esos militares corruptos? Con tribunales militares. Estos están en proceso de formarse porque son fueros especiales; un militar goza de un fuero especial. Esos son tribunales militares; son cárceles especiales. Porque realmente nosotros somos unas personas sin derechos, solo con muchas obligaciones. Nosotros realmente como profesionales de las armas estamos sujetos a una legislación especial y como tal así como obligaciones especiales, también derechos especiales. Nosotros no tenemos libre expresión por ejemplo; por profesión hemos renunciado a elegir y a ser electos. 6. Durante el Gobierno de Romeo Lucas-García había muchos proyectos sociales, mucho más que en Gobiernos anteriores, excepto en los Gobiernos revolucionarios (1944-1954). ¿Cómo va a ser diferente este Gobierno? No fue Romeo Lucas-García sino que el Gobierno en sí; ellos dieron parcelas a las orillas de la Transversal del Norte, para sacar (a los campesinos) de los terrenos en donde había petróleo. Después dieron tierras porque compraron tierras para quedarse con el dinero de la venta de fincas. Había unos terrenos de un determinado dueño, y agarró a esa gente y la tiró a lo largo de la Transversal del Norte, por eso hicieron la carretera a la Transversal del Norte: para paliar nada más la protesta de esta gente que fue sacada de sus terrenos, en donde había petróleo. |

### Actividad posterior
En 1999 la Audiencia Nacional de España inició un proceso penal por presuntas torturas y genocidio contra los mayas, luego de una petición formal de Rigoberta Menchú. Sin embargo, el Tribunal Supremo de Justicia de Venezuela le denegó la extradición el 22 de junio de 2005, argumentando falta de pruebas y así, revocándose la prisión domiciliaria.

## Muerte
Vivió los últimos doce años de su vida exiliado en Puerto La Cruz (Venezuela), con su esposa Elsa Cirigliano. Padecía de varias dolencias. Falleció de alzhéimer a los 81 años.